# Reino de Bohemia
El Reino de Bohemia (en checo: České království; en alemán: Königreich Böhmen; en latín: Regnum Bohemiae), a veces más tarde en la literatura inglesa referido como el Reino Checo, fue una monarquía de la época medieval y de la temprana Edad Moderna en Europa Central, la predecesora de la moderna República Checa. Fue un estado imperial en el Sacro Imperio Romano Germánico, y el rey de Bohemia fue un príncipe elector del imperio desde 1356. Los reyes de Bohemia, además de la propia región de Bohemia, también gobernaron otras tierras pertenecientes a la Corona de Bohemia, que en varias ocasiones incluyó a Moravia, Silesia, Lusacia y partes de Sajonia, Brandeburgo y Baviera.
El reino fue establecido por la dinastía de los Premislidas en el siglo XII a partir del Ducado de Bohemia, y luego fue gobernado por la Casa de Luxemburgo, la dinastía Jagellón, y desde 1526, por la Casa de Habsburgo y su sucesora, la Casa de Habsburgo-Lorena. Numerosos reyes de Bohemia también fueron elegidos emperadores del Sacro Imperio, y su capital, Praga, fue también la sede imperial a finales del siglo XIV, y nuevamente a finales del siglo XVI y principios del XVII.
Después de la disolución del Sacro Imperio Romano Germánico en 1806, el territorio pasó a formar parte del Imperio austríaco de los Habsburgo y, posteriormente, del Imperio austrohúngaro a partir de 1867, después del Compromiso austrohúngaro. Bohemia conservó su nombre y estatus formal como reino separado hasta 1918, conocido como una tierra de la corona dentro del Imperio austrohúngaro, y su capital, Praga, era una de las principales ciudades del imperio. El idioma checo (llamado idioma bohemio en el uso del inglés hasta el siglo XIX)  fue el idioma principal de la Dieta y de la nobleza hasta 1627 (después de que se sofocara la Revuelta de Bohemia). Luego, el alemán se equiparó formalmente con el checo y finalmente prevaleció como el idioma de la Dieta hasta el Renacimiento Nacional Checo en el siglo XIX. El alemán también se usó ampliamente como lengua de la administración en muchas ciudades después de que los alemanes hubieran inmigrado y poblado (Ostsiedlung) algunas áreas del país ya en el siglo XIII. La corte real usó los idiomas checo, latín y alemán, según el gobernante y el período.
En 1918, tras la derrota de las potencias centrales en la Primera Guerra Mundial, tanto el Reino como el Imperio se disolvieron. Bohemia se convirtió en la parte central de la recién formada Primera República Checoslovaca.

## Historia

### SigloXIII(crecimiento)

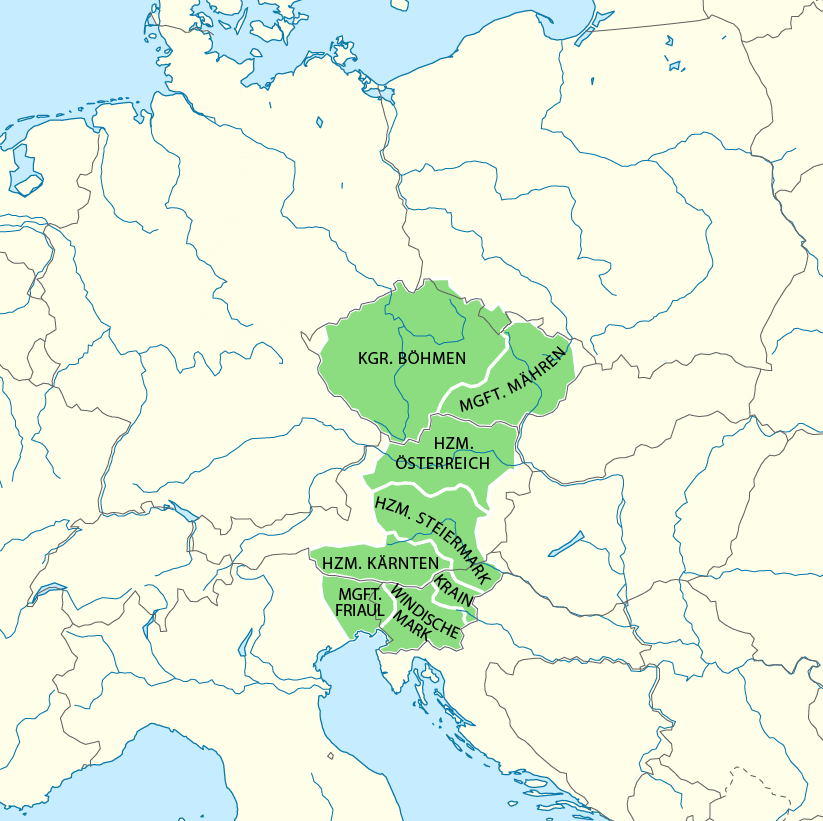
Territorios gobernados por Otakar II de Bohemia en 1273

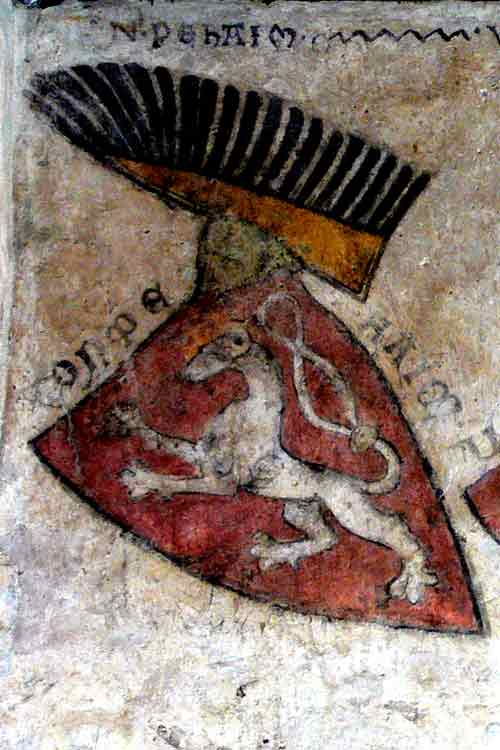
La representación más antigua del escudo de armas de Bohemia, en el castillo de Gozzoburg en Krems

Aunque algunos antiguos gobernantes del ducado de Bohemia ya habían disfrutado de un título real no hereditario durante los siglos XI y XII —Bratislao II (r. 1085-1092, como Bratislao I) y Ladislao II (r. 1158-1172)—, el reino fue establecido formalmente en 1198 por un miembro dinastía de los Premislidas, Otakar I, a quien Felipe de Suabia reconoció su estatus, a cambio de su apoyo en la elección rey de los romanos contra el emperador rival Otón IV. En 1204, el estatus real de Otakar fue aceptado por Otón IV, así como por el papa Inocencio III. Fue reconocido oficialmente en 1212 por la Bulla Áurea de Sicilia emitida por el nuevo emperador Federico II, elevando el ducado de Bohemia a la categoría de reino y proclamando su independencia, que también fue reforzada más tarde por el futuro rey de Bohemia y también emperador Carlos IV con su Bula de Oro de 1356.
Bajo estos términos, el rey checo estaría exento de todas las obligaciones futuras con el Sacro Imperio Romano Germánico, excepto la participación en los consejos imperiales. Se revocó la prerrogativa imperial existente hasta entonces de ratificar a cada gobernante bohemio y nombrar al obispo de Praga. El sucesor del primer rey será su hijo Wenceslao I (r. 1230-1253), nacido de su segundo matrimonio.
Inés, la hermana de Wenceslao I, más tarde canonizada, tras varios acuerdo matrimoniales fallidos se negó a casarse con el emperador Federico II y, en cambio, dedicó su vida a las obras espirituales. De acuerdo con el papa, estableció los Caballeros de la Cruz con la Estrella Roja en 1233, la primera orden militar en el reino de Bohemia. Otras cuatro órdenes militares estuvieron presentes en Bohemia: la Orden de San Juan de Jerusalén, desde ca. 1160; la Orden de San Lázaro, desde finales del siglo XII; la Orden Teutónica, desde ca. 1200-1421; y los Caballeros Templarios, desde 1232 hasta 1312.
El siglo XIII fue el período más dinámico del reinado de los Premislidas sobre Bohemia. La preocupación del emperador Federico II por los asuntos mediterráneos y las luchas dinásticas conocidas como el Gran Interregno (1254-1273) debilitaron su autoridad imperial en Europa Central, proporcionando así oportunidades para el auge de los Premislidas. Al mismo tiempo, las invasiones mongolas (1220-1242) absorbieron la atención de los vecinos del este de Bohemia, el reino de Hungría y el reino de Polonia.
Tras la muerte del emperador Federico II en 1246 el ducado de Austria no tenía gobernante. El rey bohemio Wenceslao, que pensaba adquirir el ducado por el matrimonio de su hijo Ladislao de Moravia con la sobrina del último duque, Gertrudis, vio la oportunidad desaparecer al fallecer Ladislao y casarse Gertrudis con el margrave Herman VI de Baden. Herman  fue rechazado por los estados austriacos y no pudo reinar. Ese fue el pretexto que Wenceslao usó para invadir Austria en 1250 (según algunas fuentes, serían los propios estados los que le pidieron que restableciera el orden). Wenceslao nombró luego, en 1251, a otro de sus hijos, Otakar II, como margrave de Moravia, instalándolo, con la aprobación de los nobles austriacos, de gobernante de Austria. Otakar entró en Austria, donde los estados lo aclamaron como duque de Austria. Para legitimar su posición, Otakar se casó con la hermana viuda del último duque, Margarita de Babenberg, treinta años mayor que él. De ese modo adquirió las tierra de la Alta Austria, la Baja Austria y parte del ducado de Estiria. En 1253 el rey Wenceslao murió y Otakar lo sucedió como rey de Bohemia (r. 1253-1278). Hizo campaña hasta Prusia, donde derrotó a los nativos paganos y en 1256 fundó una ciudad a la que llamó Královec en checo, que más tarde se convirtió en Königsberg (ahora Kaliningrado). 
Béla IV, rey de Hungría, que reclamaba el ducado de Estiria, aprovechó la ocasión para invadir en 1260 Bohemia, pero fue derrotado en la batalla de Kressenbrunn cerca del río Morava, donde se enfrentaron más de 200 000 hombres y perdió la parte del ducado que controlaba. Otakar conquistó en 1266 Eger —que sería cedida a Bohemia en 1322 por Luis IV de Baviera—, y en 1269 el Ducado de Carintia, la Marca de Carniola y la Marca Víndica, y tres años más tarde conquistará  la Marca del Friul. Otakar gobernaba entonces un área que comprendía desde Austria hasta el mar Adriático. Fue llamado «el rey de hierro y oro» (hierro por sus conquistas, oro por su riqueza).
Tras la muerte de Ricardo de Cornualles, Otakar esperaba obtener la dignidad imperial, pero su elección no fructificó y fue elegido el 1 de octubre de 1273 como «rey de romanos» Rodolfo de los Habsburgo, que contaba entonces con 55 años. Rodolfo comenzó pronto a reafirmar la autoridad imperial, controlando el poder de Otokar, que se negaba a reconocer la elección y que también tenía problemas con la nobleza rebelde en Bohemia. En noviembre de 1274, la Dieta Imperial en Núremberg decidió que todos los Estados de la corona incautados desde la muerte del emperador Federico II debían ser restaurados, y que el rey Otakar II debía responder a la Dieta por no reconocer al nuevo rey. Otakar se negó a comparecer o a devolver los ducados de Austria, Carintia, Estiria y la Marca de Carniola, que reclamaba a través de su primera esposa, una heredera Babenberg. Rodolfo refutó la sucesión de Otakar al patrimonio Babenberg y Otakar fue puesto bajo la proscripción imperial, y en junio de 1276 se le declaró la guerra.
Rodolfo sitió Viena, obligando a Otakar a rendirse y a ceder las cuatro provincias para el control de la administración real en noviembre de 1276. Rodolfo, tras hacer una entrada triunfal, reinvistió entonces a Otakar como feudatario con el reino de  Bohemia y Moravia, prometiendo a una de sus hijas con el hijo de Otakar, Wenceslao II. Otakar, decidido a recuperar sus territorios, planteó cuestiones acerca de la ejecución del tratado, hizo una alianza con algunos jefes Piastas de Polonia y se procuró el apoyo de varios príncipes alemanes. Para hacer frente a esta coalición, Rodolfo formó una alianza con el rey Ladislao IV de Hungría y dio privilegios adicionales a los ciudadanos de Viena. El 26 de agosto de 1278, los ejércitos rivales se encontraron en la batalla de Marchfeld. Rodolfo reunió cerca de 20 000 soldados que, sumados a los 18 000 aportados por Ladislao, consiguieron vencer a las tropas checas y germánicas de Otakar, que murió en la batalla. La Marca de Moravia fue sometida y su gobierno se encomendó a los representantes de Rodolfo, dejando a la viuda de Otakar, Cunigunda de Eslavonia, la única provincia que rodea Praga, mientras que el joven Wenceslao II fue nuevamente prometido a Judith, la hija menor de Rodolfo. 

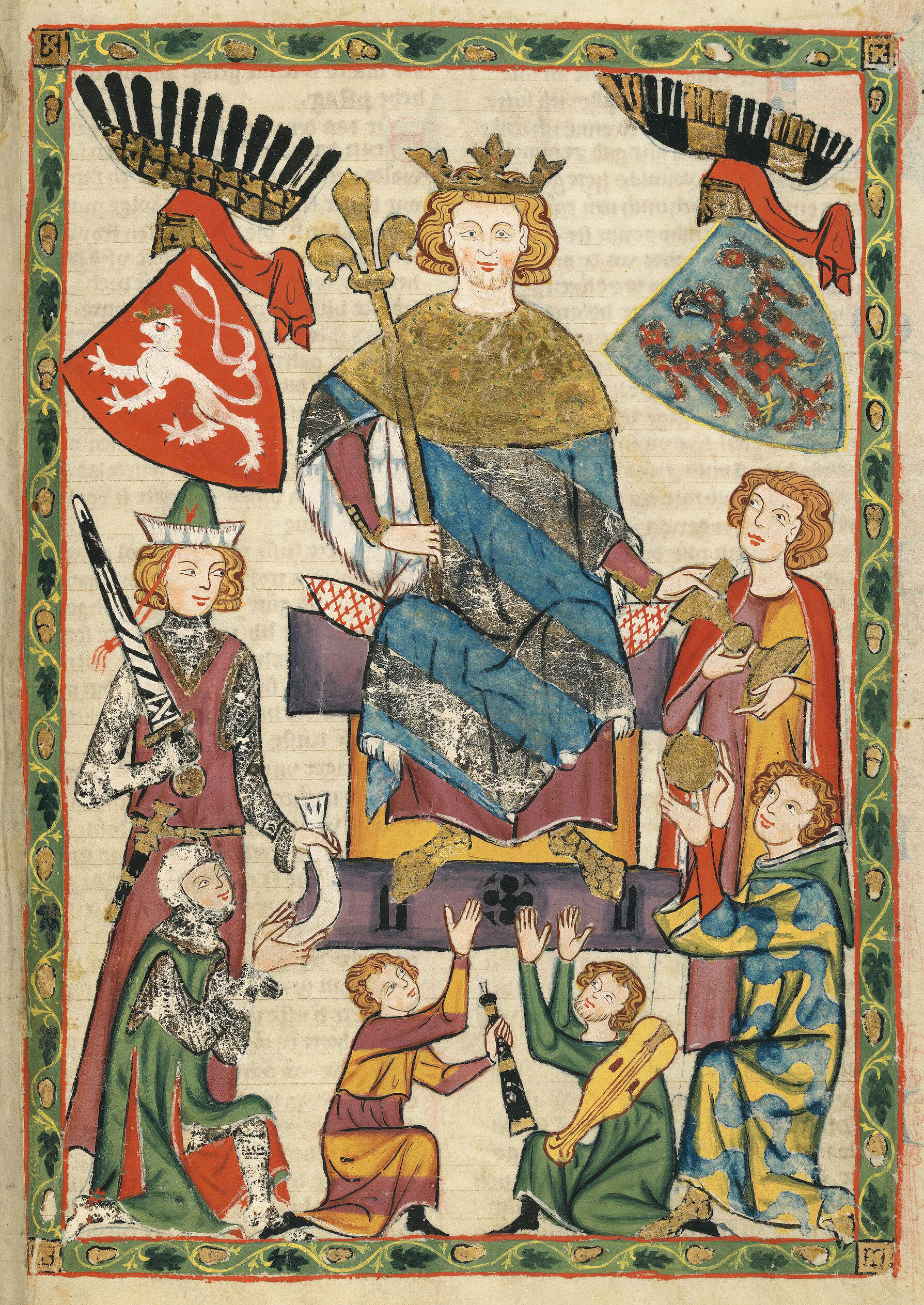
Wenceslao II como se muestra en el Codex Manesse

Otakar fue sucedido como rey de Bohemia por su joven hijo de siete años, Wenceslao II (r. 1278-1305), que vivió en la corte de su primo Otón IV de Brandeburgo, que sirvió como regente en nombre de Wenceslao hasta 1283. Wenceslao resultó ser un gobernante capaz y más tarde coronado como rey de Polonia en 1300. Incluso aseguró la corona de Hungría para su hijo Wenceslao III, aún menor de edad, que sin embargo fue asesinado en 1306, un año después la muerte de su padre, por lo que la dinastía Přemyslid se extinguió. En ese momento, los reyes de Bohemia gobernaban un territorio que iba desde Hungría hasta el mar Báltico. 
El siglo XIII fue también un período de inmigración germana a gran escala, durante el Ostsiedlung,  a menudo alentado por los reyes Přemyslid. Los germanos poblaron ciudades y distritos mineros en la periferia de Bohemia y en algunos casos formaron colonias germanas en el interior de las tierras checas. Stříbro, Kutná Hora, Německý Brod (actual Havlíčkův Brod) y Jihlava fueron importantes asentamientos germanos. Los germanos trajeron su propio código legal, el ius teutonicum, que formó la base de la posterior ley comercial de Bohemia y de Moravia. Los matrimonios entre nobles checos y germanos pronto se convirtieron en algo común.

### SigloXIV(«Edad de Oro»)

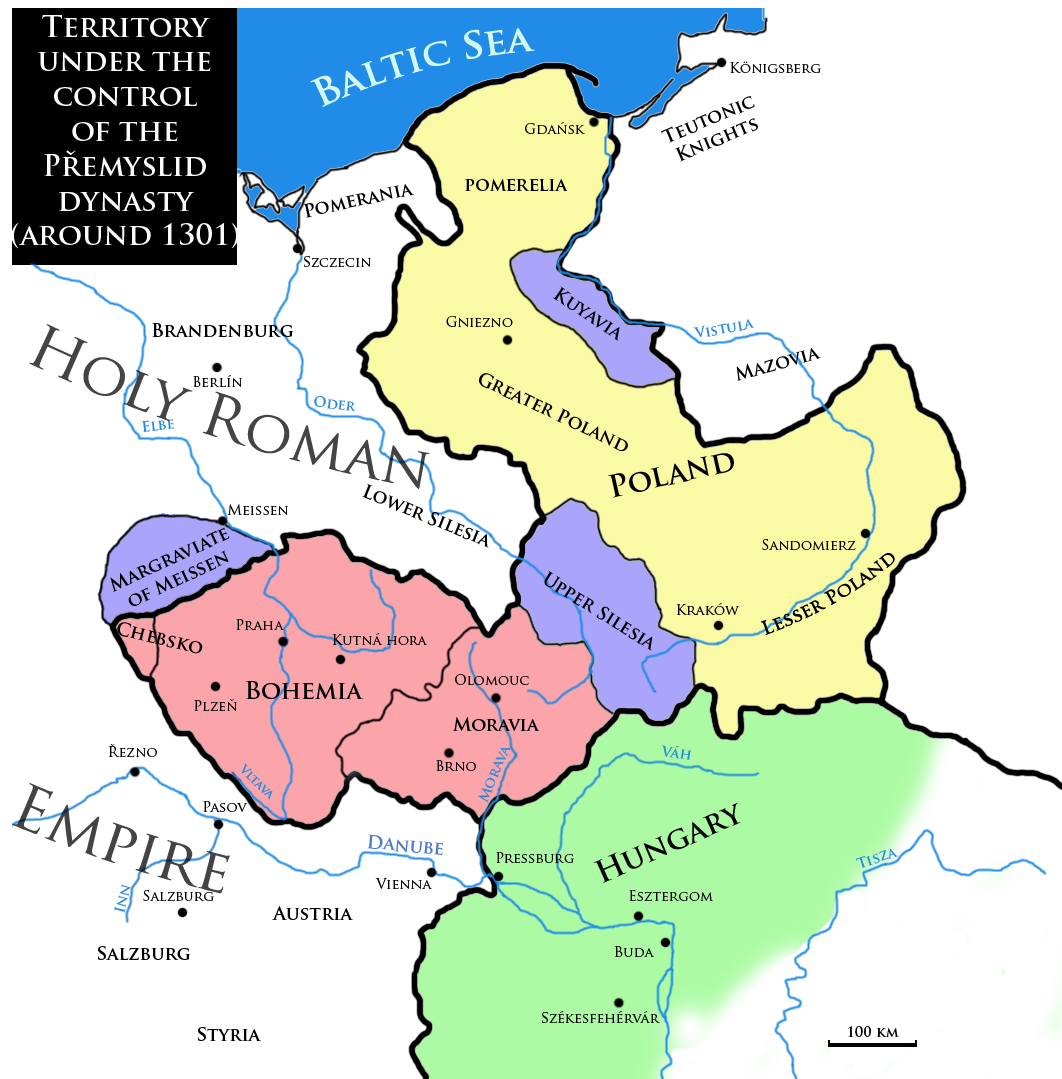
Territorio bajo el control de la dinastía Přemyslid alrededor de 1301

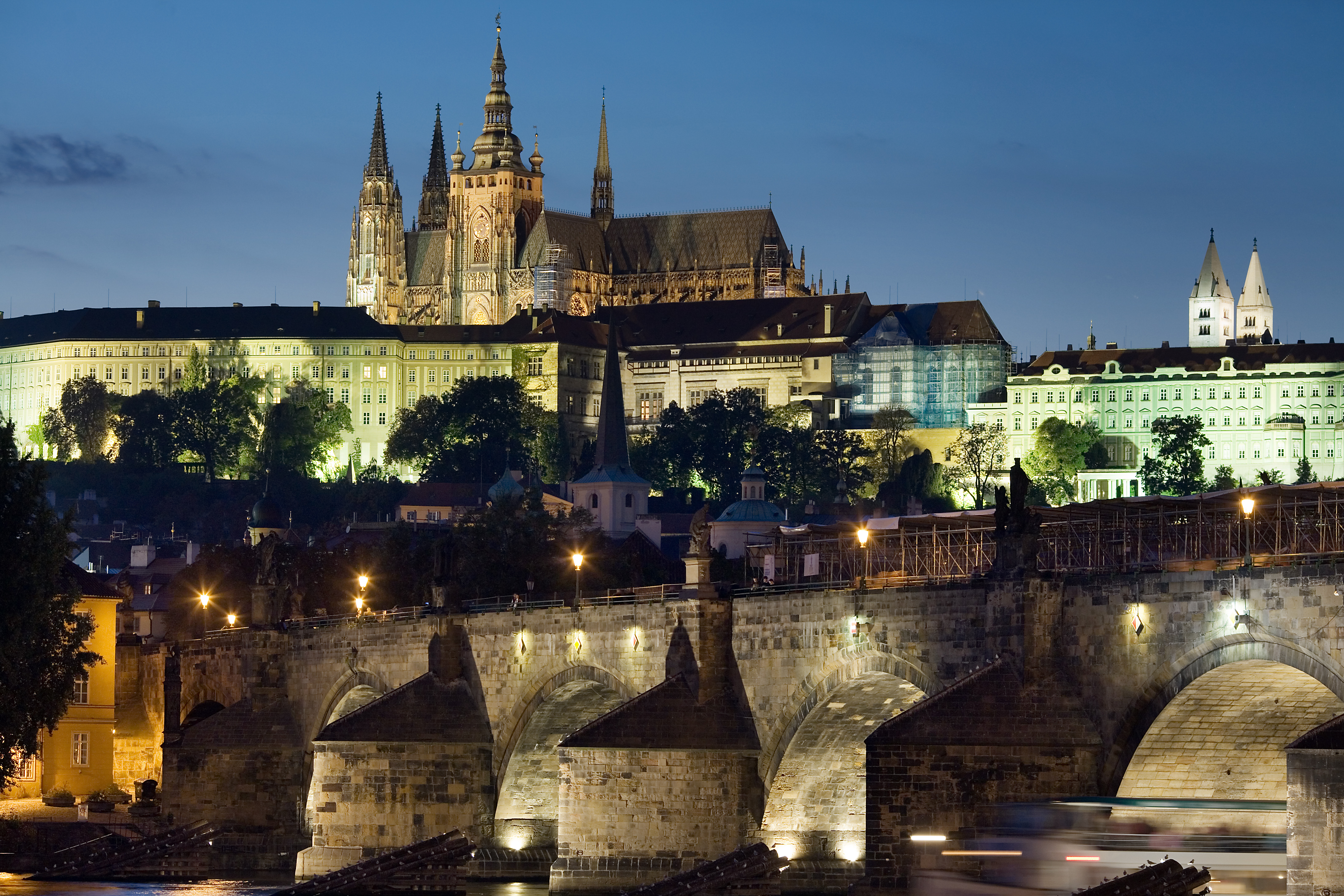
El castillo de Praga, antigua sede de los duques y reyes de Bohemia, reyes y emperadores romanos, y después de 1918 la oficina de los presidentes checoslovaco y checo.

Extinguida la línea Přemyslida en 1306, hubo una serie de disputas dinásticas que situaron como reyes a Enrique I (r. 1306), Rodolfo I (r.1306-1307 y nuevamente Enrique I (r. 1307-1310).
Habiendo entrado en conflicto con el Enrique de Goritz, los Estados de Bohemia y los abades de los principales monasterios cistercienses del reino recurrieron al emperador Enrique VII para buscar una solución y acordaron establecer un vínculo dinástico entre su único hijo de 14 años, Juan, conde de Luxemburgo, e Isabel I de Bohemia, de 18, y que el joven Luxemburgo fuese elegido rey por los barones, la nobleza y la burguesía. Enrique VII corona a su hijo como rey de Bohemia el 31 de agosto de 1310 en Spira aun antes de casarse con Isabel, que secretamente abandonó Bohemia. Cuando el emperador  murió en 1313, debido a los problemas que tuvo con el papa Clemente V y a su corta edad (17 años), no se sometió a la elección de« rey de los romanos» que le llevaría a acceder al título de emperador. Medio francés por su educación, Juan  no mostró ningún apego particular por su reino de Bohemia, y estuvo involucrado en las luchas por el imperio entre los Habsburgo y los Wittelsbach, poniéndose del lado de estos últimos. Ante la hostilidad de la nobleza checa, dejó a su mujer al frente del reino y a ellos les dejó la administración del país; pasó su vida viajando por Europa, visitando Luxemburgo y la corte francesa. Estuvo en todos los campos de batalla de Europa. Se le encuentra contribuyendo a la victoria de Luis de Baviera en Mühldorf en 1322, luego junto al rey de Francia contra los flamencos en 1328. Al año siguiente, rescató a los Caballeros Teutónicos. Falleció el  26 de agosto de 1346 en la batalla de Crécy, ya ciego, tras haber sido rey nominal de Bohemia desde 1310.
Su hijo  Carlos IV, bautizado Wenceslao (Václav en checo), eligió tomar el nombre de su tío por matrimonio y padrino, el rey Carlos IV de Francia, tras su confirmación. Su padre había decidido Isabel de Bohemia, decide apartarlepequeño de la influencia materna: primero lo trasladó al castillo de Křivoklát y luego lo envió a completar su educación caballeresca en la corte de su padrino Carlos IV, a donde llegó el 4 de abril de 1323 y donde permaneció siete años. Gracias a una dispensa del papa Juan XXII, aún niño, se casó con Blanca de Valois el 15 de mayo de 1323, poco después de su llegada a Francia. Gracias a esa educación cosmopolita, dominaba cinco idiomas: latín, alemán, checo, francés e italiano. En 1330, salió de Francia con su esposa, primero a su condado de Luxemburgo (donde permaneció Blanche de Valois) y luego a Italia. En 1331, junto a su padre y con apenas quince años, participó en su primera batalla en Italia. De hecho, entre 1331 y 1333, fecha de su regreso a Praga, fue regente de los señoríos pertenecientes a la Casa de Luxemburgo en Italia. Desde 1333, a los dieciocho años, además del margraviato de Moravia, que nominalmente se le atribuyó como heredero de la corona de Bohemia, fue, de hecho, el regente del reino, debido a las largas ausencias de su padre, a veces llamado el "caballero andante".
Carlos fue elegido rey de los romanos el 11 de julio de 1346 por cinco príncipes electores con el apoyo de Clemente VI  contra Luis IV y fue coronado en Bonn el 26 de noviembre de 1346, ya fallecido su padre. Luis Se había ganado muchos enemigos entre la alta nobleza alemana, aunque contaba con el apoyo de los Pueblos Libres y las órdenes de caballeros (especialmente los Caballeros Teutónicos). Carlos fue visto inicialmente solo como un anti-rey, ya que en realidad el poder permanecía con el príncipe Luis el Bávaro de la Casa de Wittelsbach. Una guerra civil amenazaba al Imperio, que sólo la muerte repentina de Luis IV, en 1347, de un infarto durante la caza de un jabalí, pudo evitar. Al final de un año de lucha salpicado por múltiples intrigas entre duques y obispos (incluida la elección de un nuevo anti-rey a la muerte de Luis el Bávaro), Carlos logró obligar a los partidarios de los Wittelsbach a entregarle la corona de los reyes otonianos. Mientras tanto, había sido coronado rey de Bohemia el 2 de septiembre de 1347, el segundo rey de la Casa de Luxemburgo. También se convirtió en conde de Luxemburgo, hasta 1353, cuando cedió el condado. a su medio hermano menor, Wenceslao I de Luxemburgo. Durante este tiempo escribió una autobiografía en latín, la primera de un gobernante de importancia en la historia occidental desde el emperador Augusto. Su reinado en particular (r. 1346-1378)  se considera la Edad de Oro de la historia checa.
Carlos IV consolidó el poder y el prestigio del reino de Bohemia. En 1344, aun regente, había elevado el obispado de Praga a arzobispado, liberándolo de la jurisdicción de Mainz y concediendo al arzobispo praguense el derecho de coronar a los reyes de Bohemia. Carlos refrenó a las noblezas bohemia, morava y silesia y racionalizó la administración provincial de Bohemia y de Moravia. Creó la Corona de Bohemia, incorporando Moravia, Silesia y Lusacia.
El 5 de abril de 1355 Carlos fue coronado emperador del Sacro Imperio Romano Germánico. Al año siguiente emitió la Bula de Oro de 1356, definiendo y codificando el proceso de elección al trono imperial, determinando que  el rey de Bohemia fuera uno de los siete electores. La emisión de la Bula de Oro junto con la consiguiente adquisición del Electorado de Brandeburgo concedía a los Luxemburgos dos votos en el colegio electoral. Carlos también convirtió a Praga en una capital imperial.
El rey emprendió grandes proyectos de construcción, como la fundación de la Ciudad Nueva situada al sureste de la ciudad vieja. El castillo real, Hradčany, fue reconstruido. De particular importancia fue la fundación de la Universidad Carolina de Praga en 1348. Carlos tenía la intención de hacer de Praga un centro internacional de aprendizaje, y la universidad se dividió en «naciones», checa, polaca, sajona y bávara, cada una con un voto de control. La Universidad Carolina, sin embargo, se convertiría en el núcleo del un intenso particularismo checo.
Carlos murió en 1378 y la corona de Bohemia fue para su hijo, Wenceslao IV. También había sido elegido rey de romanos en 1376, en la primera elección desde la promulgación de la Bula de Oro por su padre. Fue depuesto del trono imperial en 1400 y nunca fue coronado emperador. Su hermanastro, Segismundo, fue finalmente coronado emperador en Roma en 1433, gobernando hasta 1437, siendo el último miembro masculino de la Casa de Luxemburgo.

### SigloXV(movimiento husita)
El movimiento husita (1402-1485) fue principalmente una manifestación religiosa, así como nacional. Como movimiento de reforma religiosa (la llamada Reforma de Bohemia), representó un desafío a la autoridad papal y una afirmación de la autonomía nacional en los asuntos eclesiásticos. Los husitas derrotaron cuatro cruzadas del Sacro Imperio Romano Germánico, y el movimiento es visto por muchos como parte de la Reforma Protestante (mundial). Debido a que muchos de los guerreros de las cruzadas eran germanos, aunque muchos también eran húngaros y católicos checos, el movimiento husita es considerado un movimiento nacional checo. En los tiempos modernos  adquirió asociaciones antiimperialistas y antigermanas y, a veces, se ha identificado como una manifestación de un conflicto étnico checo-germano de larga duración.
El husitismo comenzó durante el largo reinado de Wenceslao IV (1378-1419), un período de cisma papal y anarquía concomitante en el Sacro Imperio Romano Germánico. Fue precipitado por una controversia en la Universidad Carolina de Praga. En 1403 Jan Hus se convirtió en rector de la universidad. Predicador reformista, Hus abrazó las enseñanzas anti-papales y anti-jerárquicas de John Wycliffe de Inglaterra, a menudo referido como el «Lucero de la mañana de la Reforma». La enseñanza de Hus se distinguió por su rechazo de lo que él veía como la riqueza, la corrupción y las tendencias jerárquicas de la Iglesia católica. Abogó por la doctrina de Wycliffe de pureza y pobreza clerical, e insistió en que los laicos recibieran la comunión bajo ambas especies, pan y vino (la Iglesia católica en la práctica reservaba la copa, o vino, para el clero). Los seguidores más moderados de Hus, los utraquistas, tomaron su nombre del latín sub utraque specie, que significa «bajo cada especie». Los taboritas, una secta más radical, pronto se formaron, tomando su nombre de la ciudad de Tábor, su bastión en la Bohemia meridional. Rechazaron la doctrina de la iglesia y mantuvieron la Biblia como la única autoridad en todos los asuntos de creencias.

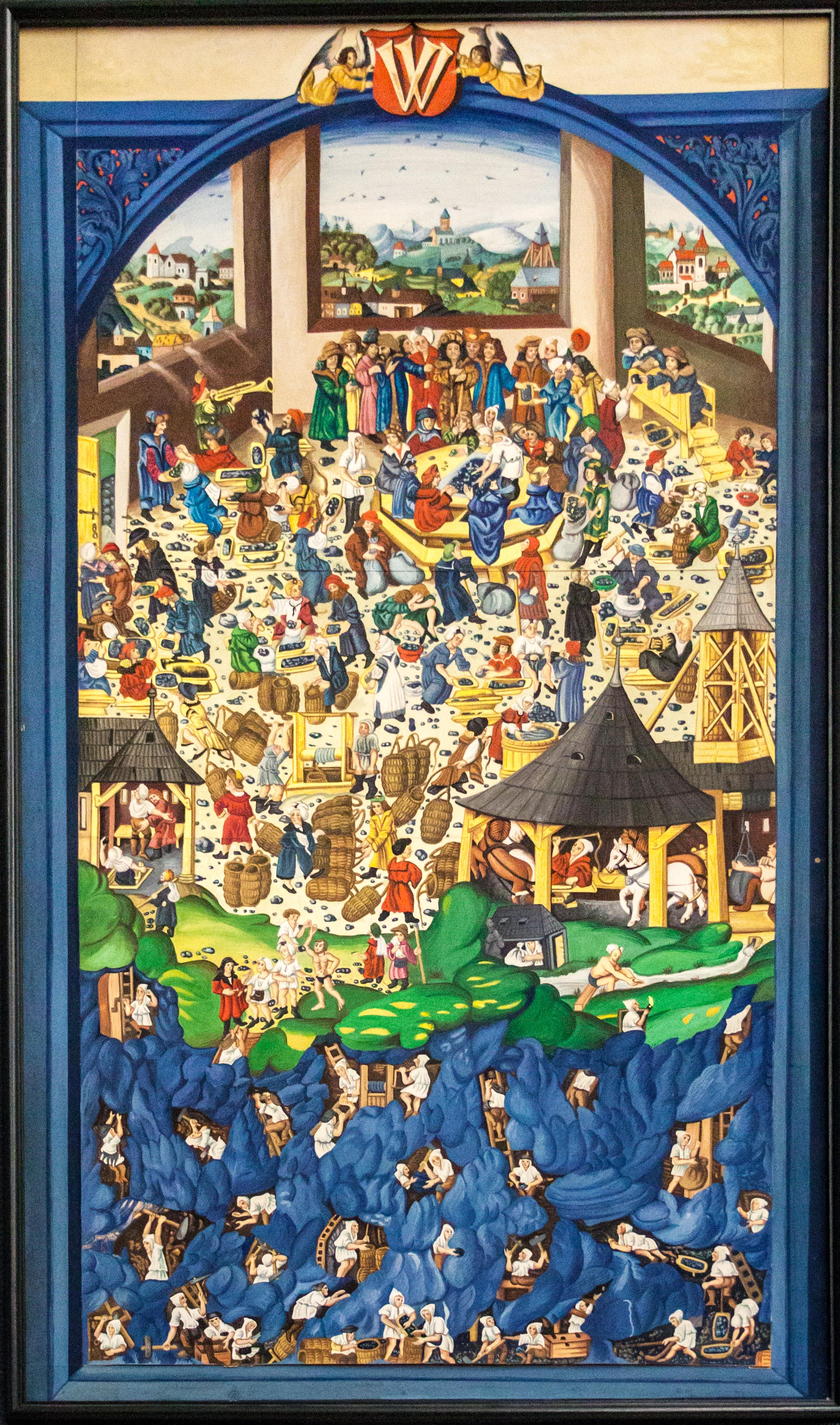
Kutná Hora, un centro medieval de minería de plata, fue una vez la segunda ciudad más importante del reino.

Poco después de que Hus asumiera el cargo, los profesores de teología germanos exigieron la condena de los escritos de Wycliffe. Hus protestó, recibiendo el apoyo del elemento checo en la universidad. Teniendo un único voto en las decisiones políticas contra tres para los germanos, los checos fueron derrotados en la votación,[cita requerida] y se mantuvo la posición ortodoxa. En los años siguientes, los checos exigieron una revisión de los estatutos de la universidad, otorgando una representación más adecuada a la facultad checa nativa. La controversia universitaria se intensificó por la posición vacilante del rey bohemio Wenceslao. Su preferencia por los germanos en los nombramientos de concejales y otros cargos administrativos había despertado los sentimientos nacionalistas de la nobleza checa y los había reunido en defensa de Hus. Las facultades germanas contaron con el apoyo de Zbyněk Zajíc, arzobispo de Praga, y el clero germano. Por razones políticas, Wenceslao cambió su apoyo de los germanos a Hus y se alió con los reformadores. El 18 de enero de 1409, Wenceslao emitió el Decreto de Kutná Hora: (como fue el caso en otras universidades importantes de Europa) los checos tendrían tres votos; los demás, un solo voto. En consecuencia, los profesores y estudiantes germanos abandonaron la Universidad Carolina en masa por miles, y muchos terminaron fundando la Universidad de Leipzig.
La victoria de Hus duró poco. Predicó contra la venta de indulgencias, lo que le hizo perder el apoyo del rey, que había recibido un importante porcentaje de esas ventas. En 1412 Hus y sus seguidores fueron suspendidos de sus cargos en la universidad y expulsados de Praga. Durante dos años, los reformadores sirvieron como predicadores itinerantes por toda Bohemia. En 1414 Hus fue convocado al Concilio de Constanza para defender sus puntos de vista. Encarcelado cuando llegó, nunca tuvo la oportunidad de defender sus ideas. El concilio lo condenó por hereje y fue quemado en la hoguera en 1415.

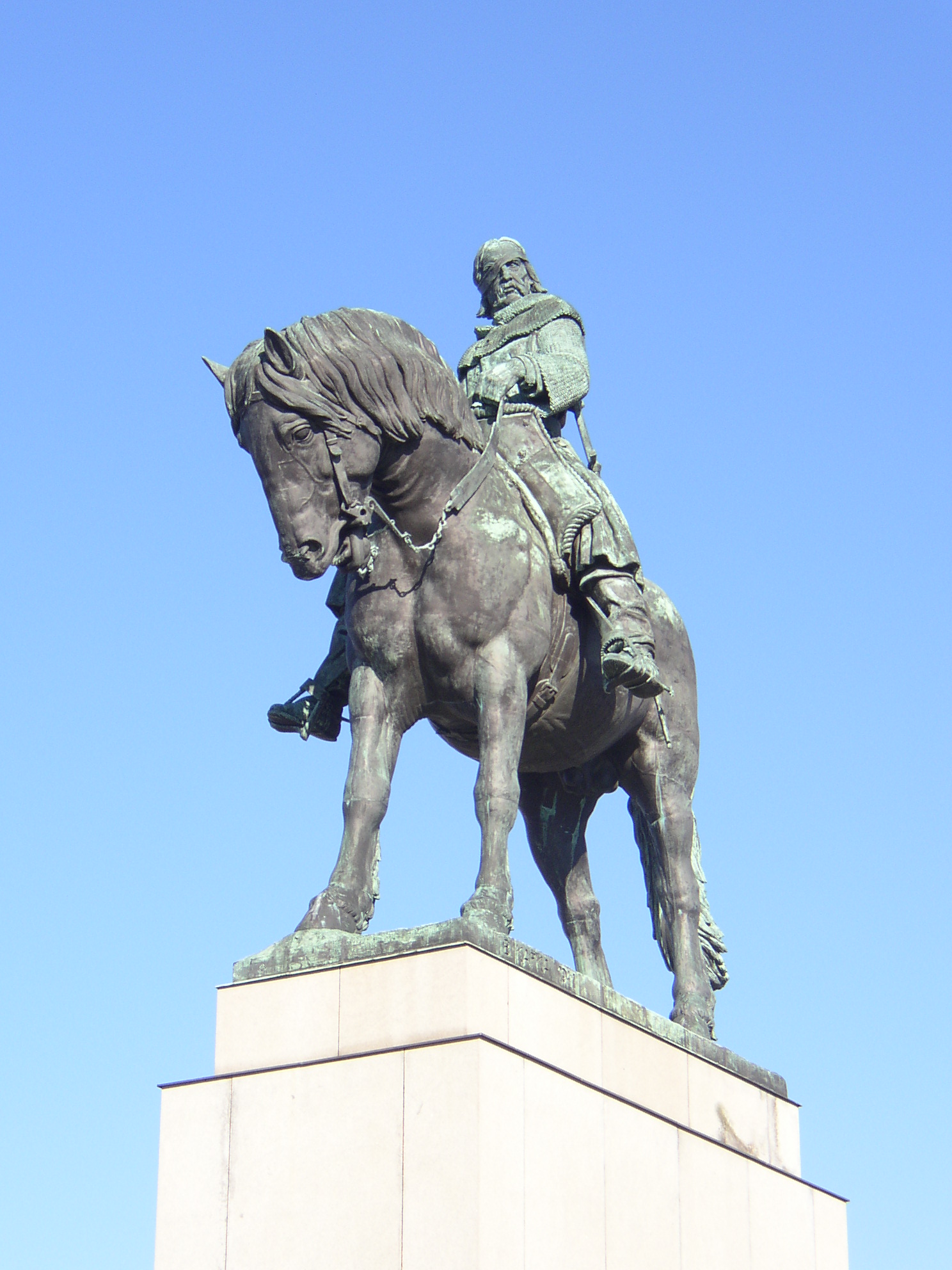
Jan Žižka, el líder de los husitas

La muerte de Hus provocó las guerras husitas, décadas de guerra religiosa. Segismundo, el rey pro-papal de Hungría y sucesor en el trono de Bohemia después de la muerte de Wenceslao en 1419, fracasó repetidamente en obtener el control del reino a pesar de la ayuda de los ejércitos húngaro y germano. Estallaron disturbios en Praga. Liderados por un terrateniente checo, Jan Žižka, los taboritas llegaron a la capital. Las luchas religiosas invadieron todo el reino y fueron particularmente intensas en las ciudades dominadas por los germanos. Los checos husitas y los alemanes católicos se enfrentaban entre sí; muchos fueron masacrados y muchos supervivientes germanos huyeron o fueron exiliados al resto del Sacro Imperio Romano Germánico. El emperador Segismundo dirigió o instigó varias cruzadas contra Bohemia con el apoyo de húngaros y católicos bohemios.
Las guerras husitas se desarrollaron según un patrón: cuando se lanzaba una cruzada contra Bohemia, los husitas moderados y radicales se unían y la derrotaban; una vez terminada la amenaza, los ejércitos husitas se concentraban en asaltar las tierras de los simpatizantes católicos. Muchos historiadores han pintado a los husitas como fanáticos religiosos; lucharon en parte por un propósito nacionalista: proteger su tierra de un rey y un papa que no reconocían el derecho de los husitas a existir. Zizka llevó a los ejércitos a asaltar castillos, monasterios, iglesias y aldeas, expulsando al clero católico, expropiando tierras eclesiásticas o aceptando conversiones.
Durante la lucha contra Segismundo, los ejércitos taboritas también penetraron en áreas de la actual Eslovaquia. Los refugiados checos de las guerras religiosas en Bohemia se establecieron allí, y desde 1438 hasta 1453 un noble checo, John Jiskra de Brandýs, controló la mayor parte del sur de Eslovaquia desde los centros de Zólyom (hoy Zvolen) y Kassa (hoy Košice). Así, las doctrinas husitas y la Biblia checa se difundieron entre los eslovacos, proporcionando la base para un futuro vínculo entre los checos y sus vecinos eslovacos. 

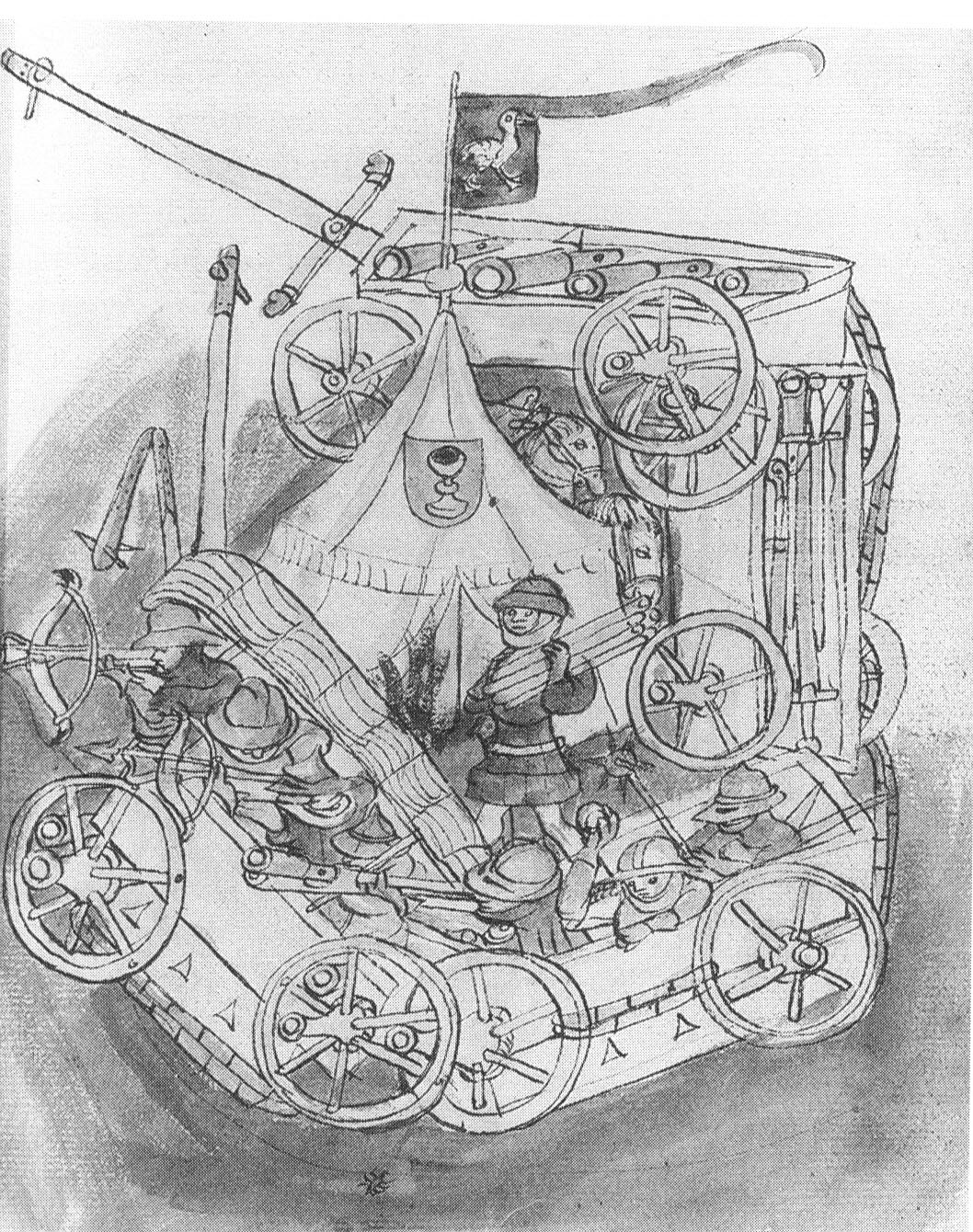
El fuerte de carretas husita

Cuando Segismundo murió en 1437, los estados bohemios eligieron a Alberto de Austria como su sucesor. Alberto murió y fue su hijo, Ladislao el Póstumo, llamado así porque nació después de la muerte de su padre,  quien reconocido como rey. Durante la minoría de edad de Ladislao, Bohemia fue gobernada por una regencia compuesta por nobles reformistas moderados que eran utraquistas. La disensión interna entre los checos supuso el principal desafío para la regencia. Una parte de la nobleza checa seguía siendo católica y era leal al Papa. Una delegación utraquista al Concilio de Basilea en 1433 había negociado una aparente reconciliación con la Iglesia católica. Los Pactos de Basilea aceptaron los principios básicos del husitismo expresados en los Cuatro artículos de Praga: comunión bajo ambos tipos; predica gratuita de los evangelios; expropiación de tierras de la iglesia; y denuncia y castigo de los pecadores públicos. El papa, sin embargo, rechazó el pacto, impidiendo así la reconciliación de los católicos checos con los utraquistas.
Jorge de Poděbrady, que más tarde se convertiría en el rey "nacional" de Bohemia, emergió como líder de la regencia utraquista. Jorge instaló a otro utraquista, Juan de Rokycan, como arzobispo de Praga y logró unir a los taboritas más radicales con la Iglesia reformada checa. El partido católico fue expulsado de Praga. Después de la muerte de Ladislao de leucemia en 1457, al año siguiente los estados bohemios eligieron rey a Jorge de Poděbrady. Aunque Jorge era un noble, no era sucesor de la dinastía real; su elección a la monarquía no fue reconocida por el papa ni por ningún otro monarca europeo.
Jorge trató de establecer una «Carta de una Unión por la Paz Universal». Creía que todos los monarcas deberían trabajar por una paz sostenible sobre el principio de la soberanía nacional de los estados, los principios de no injerencia y la resolución de problemas y disputas ante un Tribunal Internacional. Además, Europa debería unirse para luchar contra los turcos. Los estados tendrían un voto cada uno, con un papel de liderazgo para Francia. Jorge no veía un papel específico para la autoridad papal.[cita requerida]
Los nobles católicos checos se unieron a la Liga de Zelena Hora en 1465, desafiando la autoridad de Jorge de Poděbrady; al año siguiente, el papa Pablo II excomulgó a Jorge. La Guerra de Bohemia (1468-1478) enfrentó a Bohemia con Matias Corvino y Federico III de Habsburgo, y las fuerzas húngaras ocuparon la mayor parte de Moravia. Jorge de Poděbrady murió en 1471.

### Después de 1471: dominio de los Jagellón y de los Habsburgo

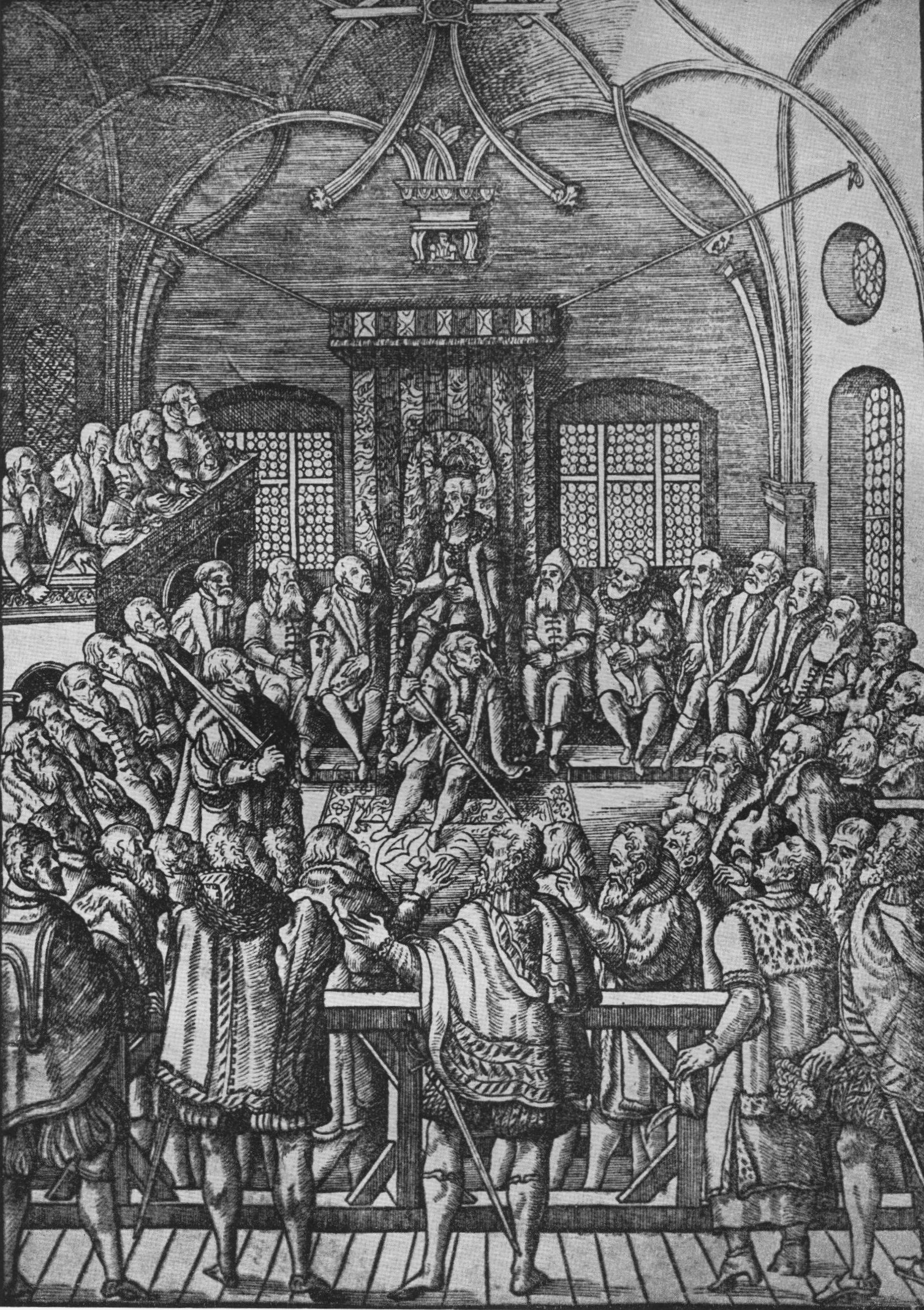
La Dieta de bohemia en 1564

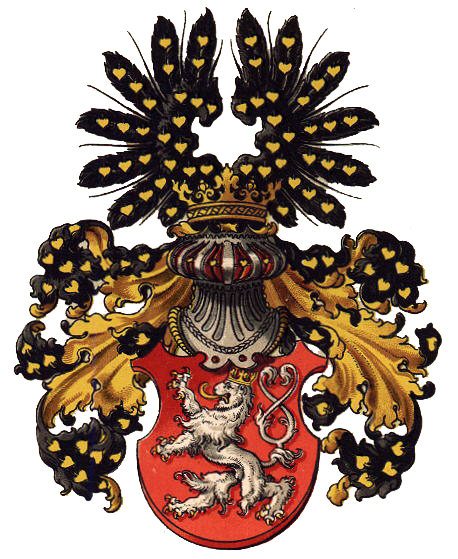
Escudo de la provincia austriaca de Bohemia por Hugo Gerard Ströhl

Tras la muerte del rey husita, los estados bohemios eligieron como rey a un príncipe polaco Vladislao Jagellón, quien negoció la paz de Olomouc en 1479. Los católicos checos aceptaron el Pacto de Basilea en 1485 y se reconciliaron con los utraquistas. El alejamiento bohemio del Imperio continuó después de que Vladislao sucediera a Matías Corvino como rey de Hungría en 1490 y tanto el reino bohemio como el húngaro se mantuvieron en unión personal. Valdislao se trasladó al palacio de Buda (en Budapest) y como monarca ausente su influencia pasó a ser mínima, recayendo el gobierno efectivo en la nobleza regional. No  siendo considerado un Estado Imperial, las Tierras de la Corona de Bohemia no formaron parte de los Círculos Imperiales que fueron establecidos por la Reforma imperial de 1500.
En 1526, el hijo de Vladislao, el rey Luis de Hungría, fue derrotado decisivamente por los turcos otomanos en la batalla de Mohács y murió posteriormente. Como resultado, los turcos conquistaron parte del reino de Hungría, y el resto (principalmente el territorio actual de Eslovaquia) quedó bajo el dominio de los Habsburgo según los términos del contrato de matrimonio del rey Luis. Los estados bohemios eligieron al archiduque austriaco Fernando, hermano menor del emperador Carlos V, para suceder a Luis como rey de Bohemia. Así comenzaron casi cuatro siglos de dominio de los Habsburgo tanto en Bohemia como en el reino de Hungría.
La incorporación de Bohemia a la Monarquía de los Habsburgo contra la resistencia de la nobleza local protestante provocó la Defenestración de Praga en 1618 y la Guerra de los Treinta Años. Su derrota en la Batalla de la Montaña Blanca en 1620 puso fin al movimiento de autonomía de Bohemia.

### Derrota y disolución

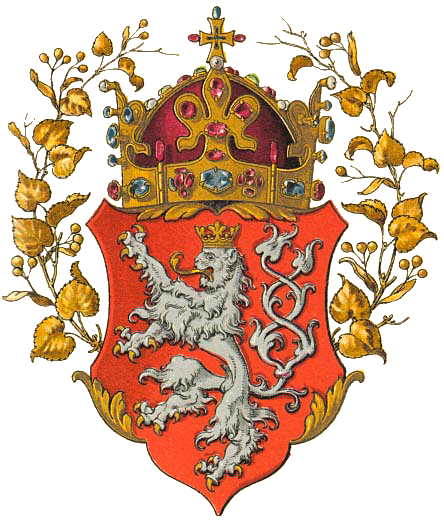
Obra no oficial de Ströhl del escudo de armas del reino (con la corona de San Wenceslao,parte de las joyas de la corona de Bohemia)

En 1740, el ejército prusiano conquistó la Silesia de Bohemia en las guerras de Silesia y obligó a María Teresa en 1742 a ceder al reino de Prusia la mayor parte de Silesia, excepto la zona más meridional con los ducados de Cieszyn, Krnov y Opava. En 1756, el rey Federico II de Prusia se enfrentó a una coalición enemiga liderada por Austria, cuando María Teresa se estaba preparando para la guerra con Prusia para reclamar Silesia. El ejército prusiano conquistó Sajonia y en 1757 invadió Bohemia. En la batalla de Praga (1757) derrotaron a los Habsburgo y posteriormente ocuparon Praga. Más de una cuarta parte de Praga fue destruida y la catedral de San Vito sufrió graves daños. En la batalla de Kolín, sin embargo, Federico fue derrotado y tuvo que abandonar Praga y retirarse de Bohemia.
Con la disolución del Sacro Imperio Romano Germánico en 1806, el reino de Bohemia se incorporó al Imperio austríaco, que entonces tenía dos años, y el título real se mantuvo junto con el título de Emperador austríaco. En el curso del Compromiso austrohúngaro de 1867, las provincias de Bohemia, Moravia y la Silesia austríaca se convirtieron en tierras k. k.  de la corona de Cisleitania. El reino de Bohemia dejó de existir oficialmente en 1918, al abdicar el último rey bohemio Carlos III, como consecuencia del desmembramiento del Imperio austrohúngaro del que formaba parte. La Asamblea Nacional de Praga depuso oficialmente a la dinastía Habsburgo y proclamó la República Checoslovaca.
La actual República Checa, que consta de Bohemia, Moravia y la Silesia checa, todavía usa la mayoría de los símbolos del reino de Bohemia: un león de dos colas en su escudo de armas, rayas rojo-blancas en la bandera del estado y el castillo Real de Praga como la oficina del presidente.

## Tierras de la corona
Bohemia y el Condado de Kladsko (Hrabství kladské) fueron las regiones principales del Reino de Bohemia y en 1348 Carlos IV creó las Tierras de la Corona de Bohemia (Země Koruny české), junto con las provincias incorporadas:
- La marca de Moravia (Markrabství Moravské), adquirida por los gobernantes premislidas Slavník de Bohemia después de la Batalla de Lechfeld en 955, perdida en el año 999 en favor del Reino de Polonia y reconquistada por el duque Bretislao I en 1019/1029 (fecha incierta);
- Alta Lusacia (Horní Lužice), incorporada por el rey Juan de Bohemia en 1319 (Bautzen) y en 1329 (Görlitz), y la Baja Lusacia (Dolní Lužice), que era el margraviato de Lusacia), adquiridos por el hijo de Juan, Carlos IV, de Otto V, margrave de Brandeburgo en 1367. Fernando II de Habsburgo perdió las Lusacias al Electorado de Sajonia con la Paz de Praga de 1635;
- Los ducados de Silesia (Silesia), adquiridos por el Tratado de 1335 de Trenčianský entre Lucemburský y el rey Casimiro III de Polonia. La reina María Teresa perdió Silesia en 1742 en favor del rey Federico II de Prusia por el Tratado de Breslau, con la excepción de Austria Silesia

y, a veces:
- El Ducado de Austria en 1251, el ducado de Estiria en 1261, el Egerland en 1266, el ducado de Carintia con la marca de Carniola y la Marca Víndica en 1269 y la marca del Friul en 1272, todos adquiridos por el rey Ottokar II premislida y perdidos a favor de Rodolfo I de Alemania en 1278 en la Batalla de Marchfeld;
- El Egerland (comarca de Cheb) se obtuvo de nuevo por Wenceslao II entre 1291 a 1305; definitivamente dado en prenda a Bohemia por el emperador (en ese entonces "Rey de Romanos") Luis IV en 1322 y, posteriormente, se sumaron a la unión personal con Bohemia;
- La parte norte del Alto Palatinado ("Nueva Bohemia") en Sulzbach, incorporado por Carlos IV en 1355. Wenceslao, hijo de Carlos, perdió el Alto Palatinado en 1400 y el Palatinado Electoral bajo el reinado de Roberto de Alemania;
- El Electorado de Brandeburgo, adquirido por Carlos IV al duque Otto V de Wittelsbach en 1373. Segismundo, hijo de Carlos, perdió Brandeburgo en 1415 en favor de Federico I, Elector de Brandeburgo.

### Anexo: Reyes de Bohemia
| Imagen | Escudo | Inicio                   | Fin                      | Nombre rey                                                           | Título(s) | Imagen | Nombre reina | Inicio                                                                        | Fin                                                                                  | Casa                                             |
|        |        | 26 de agosto de 1346     | 29 de noviembre de 1378  | Carlos I (1316-1378)                                                 | • Margrave de Moravia • Emperador Sacro Imperio                                                               |        | Blanca Margarita de Valois, hija de Carlos de Valois (1316-1 de agosto de 1348) (matrimonio 15 de mayo de 1323) Ana de Baviera (26 de septiembre de 1329-2 de febrero de 1353) (matrimonio 4 de marzo de 1349 u 11) Ana de Swidnica, hija de Enrique II de Swidnica (1339-11 de julio de 1362) (matrimonio 27 de mayo de 1353) Isabel de Pomerania, hija de Bogislao V (1347-14 de febrero de 1393) (matrimonio 21 de mayo de 1363)                 | 26 de agosto de 1346 4 de marzo de 1349 27 de mayo de 1353 21 de mayo de 1363 | 1 de agosto de 1348 2 de febrero de 1353 11 de julio de 1362 29 de noviembre de 1378 | Luxemburgo (1310-1437)                           |
|        |        | 29 de noviembre de 1378  | 16 de agosto de 1419     | Wenceslao IV (1361-1419)                                             | • Rey de los Romanos                                                                                          |        | Juana de Baviera, hija de Alberto I de Baviera (ca. 1356-31 de diciembre de 1386) (matrimonio 29 de septiembre de 1370) Sofía de Baviera, hija de Juan II de Baviera (1376-26 de septiembre de 1425) (matrimonio 2 de mayo de 1389) | 10 de junio de 1376 2 de mayo de 1389                                         | 31 de diciembre de 1386 16 de agosto de 1419                                         | Luxemburgo (1310-1437)                           |
|        |        | 16 de agosto de 1419     | 9 de diciembre de 1437   | Segismundo I (1368-1437)                                             | • Margrave de Moravia • Emperador Sacro Imperio • Rey de Hungría y Croacia                                    |        | Bárbara de Celje, hija de Armando II de Celje (ca. 1393-11 de julio de 1451) (matrimonio en 1408) | 16 de agosto de 1419                                                          | 9 de diciembre de 1437                                                               | Luxemburgo (1310-1437)                           |
|        |        | 9 de diciembre de 1437   | 27 de octubre de 1439    | Alberto I (1397-1439)                                                | • Margrave de Moravia • Rey electo de Alemania • Rey de Hungría y Croacia                                     |        | Isabel de Luxemburgo, hija del emperador Segismundo (1409-25 de diciembre de 1442) (matrimonio en 1421) | 1438 coronación esposo                                                        | 27 de octubre de 1439 (muerte esposo)                                                | Habsburgo (1437-1457)                            |
|        |        | 1439                     | 1457                     | Interregno (1439-1457)                                               | |        | |                                                                               |                                                                                      | Habsburgo (1437-1457)                            |
|        |        | 28 de octubre de 1453    | 23 de noviembre de 1457  | Ladislao I (1440-1457) • Regencia de Jorge de Podiebrad (1453-1457)  | • Margrave de Moravia • Rey de Hungría y Croacia • Archiduque de Austria                                      | —      | Fallecido antes de casarse | —                                                                             | —                                                                                    | Habsburgo (1437-1457)                            |
|        |        | 1457                     | 1458                     | Interregno (1457-1458)                                               | |        | |                                                                               |                                                                                      | Habsburgo (1437-1457)                            |
|        |        | 2 de marzo de 1458       | 22 de marzo de 1471      | Jorge de Podiebrad (1420-1471)                                       | • Margrave de Moravia                                                                                         |        | Juana de Rožmitál, hija de Juan de Rosental (1430-12 de noviembre de 1475) (matrimonio en 1450 | 7 de mayo de 1457 (elección esposo)                                           | 22 de marzo de 1471                                                                  | No dinásticos y disputa por el trono (1457-1490) |
|        |        | 31 de marzo de 1468      | 6 de abril de 1490       | Matías Corvino (1443-1490)                                           | • Margrave de Moravia                                                                                         |        | Beatriz de Nápoles, hija de Fernando I de Nápoles (1.ª vez) (14 de noviembre de 1457-23 de septiembre de 1508) (matrimonio en 22 de diciembre de 1476) | 22 de diciembre de 1476                                                       | 6 de abril de 1490                                                                   | No dinásticos y disputa por el trono (1457-1490) |
|        |        | 22 de marzo de 1471      | 13 de marzo de 1516      | Vladislao I (1456-1516)                                              | • Margrave de Moravia • Rey de Hungría                                                                        |        | Bárbara de Brandeburgo, hija de Alberto III, elector de Brandenburgo (30 de mayo de 1464-4 de septiembre de 1515) (matrimonio 20 de agosto de 1476) Beatriz de Nápoles (2.ª vez) (matrimonio en 4 de octubre de 1490 Ana de Foix-Candale, hija de Gaston de Foix, conde de Candale (1484-26 de julio de 1506) (matrimonio en 29 de septiembre de 1502)                                                                                              | 20 de agosto de 1476 4 de octubre de 1490 29 de septiembre de 1502            | 1491 (divorcio) 7 de abril de 1500 (matrimonio anulado) 26 de julio de 1506          | Jagellón (1471-1526)                             |
|        |        | 13 de marzo de 1516      | 29 de agosto de 1526     | Luis I (1456-1516)                                                   | • Margrave de Moravia • Rey de Hungría                                                                        |        | María de Hungría, hija de Felipe I de Castilla (18 de septiembre de 1505-18 de octubre de 1558) (matrimonio el 13 de enero de 1522 | 13 de enero de 1522                                                           | 29 de agosto de 1526 (muerte esposo)                                                 | Jagellón (1471-1526)                             |
|        |        | 29 de agosto de 1526     | 20 de septiembre de 1562 | Fernando I (1456-1516)                                               | • Margrave de Moravia • Emperador Sacro Imperio • Rey de Hungría y Croacia • Archiduque de Austria            |        | Ana Jagellón de Hungría y Bohemia, hija de Vladislao II de Bohemia y Hungría (23 de julio de 1503-27 de enero de 1547) (matrimonio en 25 de mayo de 1521 | 29 de agosto de 1526 (elección esposo)                                        | 27 de enero de 1547                                                                  | Habsburgo (1526-1619)                            |
|        |        | 20 de septiembre de 1562 | 25 de julio de 1564      | Maximiliano I (1456-1516)                                            | • Margrave de Moravia • Emperador Sacro Imperio • Rey de Hungría y Croacia • Archiduque de Austria            |        | María de Austria y Portugal, hija de Carlos V, sacro emperador (21 de junio de 1528-26 de febrero de 1603) (matrimonio el 13 de septiembre de 1548 | 25 de julio de 1564 (ascenso esposo)                                          | 12 de octubre de 1576 (muerte esposo)                                                | Habsburgo (1526-1619)                            |
|        |        | 1575                     | 11 de marzo de 1611      | Rodolfo II (1527-1576)                                               | • Margrave de Moravia • Emperador Sacro Imperio • Rey de Hungría y Croacia • Archiduque de Austria            | —      | Destituido antes de casarse | —                                                                             | —                                                                                    | Habsburgo (1526-1619)                            |
|        |        | 11 de marzo de 1611      | 16 de mayo de 1617       | Matías I (1557-1619)                                                 | • Margrave de Moravia • Emperador Sacro Imperio • Rey de Hungría y Croacia • Archiduque de Austria            |        | Ana de Habsburgo-Gonzaga, hija de Fernando II de Austria (4 de octubre de 1585-14 de diciembre de 1618) (matrimonio el 4 de diciembre de 1611 | 4 de diciembre de 1611                                                        | 14 de diciembre de 1618                                                              | Habsburgo (1526-1619)                            |
|        |        | 16 de mayo de 1617       | 26 de agosto de 1619     | Fernando II (1.ª vez) (1557-1619)                                    | • Emperador Sacro Imperio • Rey de Hungría y Croacia • Archiduque de Austria                                  | —      | En ese momento viudo (de María Ana de Baviera, 1574-1616) | —                                                                             | —                                                                                    | Habsburgo (1526-1619)                            |
|        |        | 26 de agosto de 1619     | 9 de noviembre de 1620   | Federico V del Palatinado (1557-1619)                                | • Elector Palatino                                                                                            |        | Isabel Estuardo, hija de Jacobo I de Inglaterra y VI de Escocia (19 de agosto de 1596-13 de febrero de 1662) (matrimonio el 14 de febrero de 1613 | 26 de agosto de 1619 (elección esposo)                                        | 9 de noviembre de 1620 (huida de Bohemia)                                            | Wittelsbach (1619-1620)                          |
|        |        | 9 de noviembre de 1620   | 15 de febrero de 1637    | Fernando II (2.ª vez) (1557-1619)                                    | • Emperador Sacro Imperio • Rey de Hungría y Croacia • Archiduque de Austria                                  |        | • Leonor Gonzaga, hija de Vicente I Gonzaga de Mantua (23 de septiembre de 1598 (23 feb.?)-27 de junio de 1655) (matrimonio 4 de febrero de 1622) | 4 de febrero de 1622                                                          | 15 de febrero de 1637 (muerte esposo)                                                | Habsburgo (1620-1741)                            |
|        |        | 1627                     | 2 de abril de 1657       | Fernando III (junto a su padre Fernando II, 1627-1637) (1608-1657)   | • Emperador Sacro Imperio • Rey de Hungría y Croacia • Archiduque de Austria                                  |        | María Ana de Austria, hija de Felipe III de España (18 de agosto de 1606-13 de mayo de 1646) (matrimonio ) María Leopoldina de Habsburgo, hija de Leopoldo V de Habsburgo (6 de abril de 1632-7 de agosto de 1649) (matrimonio 2 de julio de 1648) Leonor Gonzaga-Nevers, hija de Carlos de Gonzaga-Nevers (18 de noviembre de 1630-6 de diciembre de 1686) (matrimonio 30 de abril de 1651)                                                        | 20 de febrero de 1631 2 de julio de 1648 30 de abril de 1651                  | 13 de mayo de 1646 7 de agosto de 1649 2 de abril de 1657 (muerte esposo)            | Habsburgo (1620-1741)                            |
|        |        | 5 de agosto de 1646      | \|9 de julio de 1654     | Fernando IV (junto a su padre Fernando III, 1646-1654) (1633-1654)   | • Rey de los Romanos • Rey de Hungría y Croacia • Archiduque de Austria                                       | —      | — | —                                                                             | —                                                                                    | Habsburgo (1620-1741)                            |
|        |        | 1656                     | 5 de mayo de 1705        | Leopoldo I (junto a su padre Fernando III, r. 1656-1657) (1640-1705) | • Emperador Sacro Imperio • Rey de Hungría y Croacia • Archiduque de Austria                                  |        | Margarita Teresa de Austria, hija Felipe IV (12 de julio de 1651-12 de marzo de 1673) (matrimonio 12 de diciembre de 1666) Claudia Felicidad de Habsburgo, hija de Fernando Carlos de Habsburgo-Médicis (30 de mayo de 1653-8 de abril de 1676) (matrimonio 15 de octubre de 1673) Leonor Magdalena de Palatinado-Neoburgo, hija de Felipe Guillermo, Elector Palatino (6 de enero de 1655-9 de enero de 1720) (matrimonio 14 de diciembre de 1676) | 12 de diciembre de 1666 15 de octubre de 1673 14 de diciembre de 1676         | 12 de marzo de 1673 8 de abril de 1676 5 de mayo de 1705 (muerte esposo)             | Habsburgo (1620-1741)                            |
|        |        | 5 de mayo de 1705        | 17 de abril de 1711      | José I (1678-1711)                                                   | • Emperador Sacro Imperio • Rey de Hungría y Croacia • Archiduque de Austria                                  |        | Guillermina Amalia de Brunswick-Luneburgo, hija de Juan Federico de Brunswick-Luneburgo (21 de abril de 1673-10 de abril de 1742) (matrimonio el 24 de febrero de 1699 | 5 de mayo de 1705 (ascenso esposo)                                            | 17 de abril de 1711 (muerte esposo)                                                  | Habsburgo (1620-1741)                            |
|        |        | 17 de abril de 1711      | 20 de octubre de 1740    | Carlos II (1685-1740)                                                | • Emperador Sacro Imperio • Rey de Hungría y Croacia • Rey de España • Archiduque de Austria • Duque de Milán |        | Isabel Cristina de Brunswick-Wolfenbüttel, hija de Luis Rodolfo (28 de agosto de 1691 (o 28 sep.?)-21 de diciembre de 1750) (matrimonio en 1 de agosto de 1708) | 17 de abril de 1711 (ascenso esposo)                                          | 20 de octubre de 1740 (muerte esposo)                                                | Habsburgo (1620-1741)                            |
|        |        | 20 de octubre de 1740    | 19 de diciembre de 1741  | María Teresa I (1.ª vez) (1717-1780)                                 | • Reina de Hungría y Croacia • Archiduquesa de Austria • Duquesa de Milán                                     |        | Francisco I del Sacro Imperio Romano Germánico (2.ª vez) (1708-1765) (matrimonio en 1736) | 20 de octubre de 1740                                                         | 19 de diciembre de 1741                                                              | Habsburgo (1620-1741)                            |
|        |        | 19 de diciembre de 1741  | 12 de mayo de 1743       | Carlos Alberto (1697-1745)                                           | • Emperador Sacro Imperio • Elector de Baviera                                                                |        | María Amelia de Austria, hija del emperador José I (22 de octubre de 1701-11 de diciembre de 1756) (matrimonio el 5 de octubre de 1722 | 9 de diciembre de 1741                                                        | 20 de enero de 1745 (muerte esposo)                                                  | Wittelsbach (1741-1743)                          |
|        |        | 12 de mayo de 1743       | 29 de noviembre de 1780  | María Teresa I (2.ª vez) (1717-1780)                                 | • Reina de Hungría y Croacia • Archiduquesa de Austria • Duquesa de Milán                                     |        | Francisco I del Sacro Imperio Romano Germánico (2.ª vez) (matrimonio en 1736) | 12 de mayo de 1743                                                            | 18 de agosto de 1765                                                                 | Habsburgo-Lorena (1743-1806)                     |
|        |        | 29 de noviembre de 1780  | 20 de febrero de 1790    | José II (1741-1790)                                                  | • Emperador Sacro Imperio • Rey de Hungría y Croacia • Archiduque de Austria • Duque de Milán                 | —      | Tuvo dos esposas que fallecieron antes de ser rey, no siendo por tanto reinas de Bohemia (Isabel de Borbón-Parma (1741-1763) y Josefa de Baviera (1739-1767)) | —                                                                             | —                                                                                    | Habsburgo-Lorena (1743-1806)                     |
|        |        | 20 de febrero de 1790    | 1 de marzo de 1792       | Leopoldo II (1741-1790)                                              | • Emperador Sacro Imperio • Rey de Hungría y Croacia • Archiduque de Austria • Duque de Milán                 |        | María Luisa de Borbón, hija de Carlos III de España (24 de noviembre de 1745-15 de mayo de 1792) (matrimonio 16 de febrero de 1764 | 20 de febrero de 1790                                                         | 15 de mayo de 1792                                                                   | Habsburgo-Lorena (1743-1806)                     |
|        |        | 1 de marzo de 1792       | 2 de marzo de 1835       | Francisco I (1768-1835)                                              | • Emperador Sacro Imperio • Rey de Hungría y Croacia • Rey de Lombardía-Véneto • Archiduque de Austria        |        | María Teresa de las Dos Sicilias, hija de Fernando I de las Dos Sicilias (1772-13 de abril de 1807) (matrimonio en 15 de septiembre de 1790 | 1 de marzo de 1792                                                            | 13 de abril de 1807                                                                  | Habsburgo-Lorena (1743-1806)                     |